# Салин (син Каинанов)
Салин (Сала) је библијска личност, син Каинана (према Лукином јеванђељу), а према Библији син Арфаксадов.
У тридесетој години је добио сина Ебера. Умро је у 433. години.